# Нордијско првенство у фудбалу за жене
Нордијско првенство у фудбалу за жене (фин. Jalkapallon naisten Pohjoismaiden-mestaruusturnaus) је било међународно фудбалско такмичење на којем су учествовале женске фудбалске репрезентације нордијских земаља. Турнир се одржавао сваке године између 1974. и 1982. године. Финска, Данска и Шведска су се такмичиле од почетка, Норвешка се придружила турниру 1978. године. Исланд и Фарска Острва нису учествовали на овом такмичењу.

## Медаље
| Позиција   | Држава     | Злато | Сребро | Бронза | Укупно |
| ---------- | ---------- | ----- | ------ | ------ | ------ |
| 1          | Шведска    | 5     | 4      | 0      | 9      |
| 2          | Данска     | 4     | 4      | 1      | 9      |
| 3          | Финска     | 0     | 1      | 6      | 7      |
| 4          | Норвешка   | 0     | 0      | 2      | 2      |
| Укупно (4) | Укупно (4) | 9     | 9      | 9      | 27     |

## Статистика
| Поз | Репрезентација | Уче | Ута | Поб | Нер | Изг | ГД | ГП | ГР  | Бод |
| --- | -------------- | --- | --- | --- | --- | --- | -- | -- | --- | --- |
| 1   | Данска         | 9   | 23  | 14  | 5   | 4   | 48 | 15 | +33 | 47  |
| 2   | Шведска        | 9   | 23  | 14  | 5   | 4   | 46 | 17 | +29 | 47  |
| 3   | Финска         | 9   | 23  | 3   | 6   | 14  | 9  | 56 | -47 | 15  |
| 4   | Норвешка       | 5   | 15  | 0   | 6   | 9   | 10 | 25 | -15 | 6   |

## Голгетери
| 10 голова - Пиа Сундхаге 8 голова - Лоне Смит Нилсен 7 голова - Анете Фредериксен - Сусане Нејман - Биргита Седерстрем 6 голова - Ан Јансон | 5 голова - Герел Синторн - Карин Едлунд 4 гола - Ане Грете Холст 3 гола - Ева Андерсон - Брита Емсен - Инге Хиндкјар |

## Резултати
| Година         | Домаћин  | Победник | Финалиста | Треће место | Четврто место                |
| -------------- | -------- | -------- | --------- | ----------- | ---------------------------- |
| 1974 Детаљније | Финска   | Данска   | Шведска   | Финска      | Играле су три репрезентације |
| 1975 Детаљније | Данска   | Данска   | Шведска   | Финска      | Играле су три репрезентације |
| 1976 Детаљније | Шведска  | Данска   | Шведска   | Финска      | Играле су три репрезентације |
| 1977 Детаљније | Финска   | Шведска  | Данска    | Финска      | Играле су три репрезентације |
| 1978 Детаљније | Данска   | Шведска  | Данска    | Финска      | Норвешка                     |
| 1979 Детаљније | Норвешка | Шведска  | Данска    | Финска      | Норвешка                     |
| 1980 Детаљније | Шведска  | Шведска  | Данска    | Норвешка    | Финска                       |
| 1981 Детаљније | Финска   | Шведска  | Финска    | Данска      | Норвешка                     |
| 1982 Детаљније | Данска   | Данска   | Шведска   | Норвешка    | Финска                       |